# Cape Tribulation
Cape Tribulation är en udde i Australien. Den ligger i delstaten Queensland, omkring 1 500 kilometer nordväst om delstatshuvudstaden Brisbane.
Trakten är glest befolkad. 
Savannklimat råder i trakten. Genomsnittlig årsnederbörd är 1 893 millimeter. Den regnigaste månaden är mars, med i genomsnitt 483 mm nederbörd, och den torraste är september, med 13 mm nederbörd.